# Aimée Stitelmann
Aimée Stitelmann est une passeuse de clandestins durant la Seconde Guerre mondiale puis une militante communiste franco-suisse, née le 1er janvier 1925 à Paris et morte le 20 décembre 2004 à Genève. Elle est connue pour avoir aidé des enfants juifs et des résistants à passer en Suisse durant la Seconde Guerre mondiale. Arrêtée et condamnée à 15 jours de prison en mars 1945 pour ces activités, elle est réhabilitée en mars 2004 grâce à une loi d’amnistie votée peu avant par le parlement suisse.

## Biographie
Aimée Stitelmann est née le 1er janvier 1925 à Paris dans une famille d'origine juive et antifasciste,. Après un passage à Lyon, sa famille s'installe à Genève avant la Seconde Guerre mondiale.
Durant la guerre, elle aide des familles juives persécutées par le nazisme et des résistants à passer la frontière entre la France et la Suisse. Elle est condamnée pour ses activités et incarcérée durant 15 jours en 1945.
Après la guerre, elle fait études de pédagogie à l'université de Genève et milite au sein du Parti communiste suisse. Elle quitte Genève en 1953 pour s'installer  en Israël, où elle milite au sein du parti communiste.
Elle revient à Genève en 1957 et y poursuit une carrière d'enseignante.
Aimée Stitelmann est réhabilitée dans son honneur par la Commission de réhabilitation de l'Assemblée fédérale en mars 2004.
Elle meurt le 20 décembre 2004 à Genève.

## Aide aux Juifs durant la guerre

### Activités d'aide
Ayant grandi dans une famille de libre penseurs et vu ses parents héberger des personnes juives victimes de persécutions, Aimée Stitelmann — qui a 17 ans — s'engage et devient passeuse en 1942,. Jusqu'en 1945, elle aide des enfants juifs, la plupart orphelins, et des résistants à entrer en Suisse pour s'y réfugier. Ce sont ainsi quinze enfants qui seront sauvés puis accueillis dans des familles amies sur le territoire helvétique.
Pour ses actions, elle utilise notamment les papiers d'identité que lui confèrent sa double nationalité. Elle peut ainsi aller chercher les enfants à la gare d'Annemasse avant de les ramener, en passant parfois par la montagne et la campagne, sur le territoire helvétique.
En 1945 et après la fin de l'occupation nazie et du régime de Vichy en France, elle aide des familles réfugiées en Suisse à retourner en France, malgré la fermeture de la frontière encore efficiente.

### Condamnation
Arrêtée en mars 1945 pour avoir aidé des personnes à passer la frontière malgré l'interdiction, elle est condamnée à 15 jours de détention en juillet 1945 par la Justice militaire. Ayant déjà effectué 18 jours d'incarcération durant sa détention préventive, elle ne retourne pas derrière les barreaux à l'issue du jugement.

### Réhabilitation
En juin 2003, l'Assemblée fédérale suisse vote la Loi sur l’annulation des condamnations de personnes ayant aidé les victimes du nazisme. Cette loi est le résultat d'un long débat et d'un travail de mémoire initié notamment par la fondation Paul Grüninger à la suite de la réhabilitation par la justice saint-galloise de Paul Grüninger, en 1993,.
La loi de réhabilitation stipule que les personnes ayant été condamnées pour des activités d'aide et de soutien à des personnes de confession juive persécutées par le nazisme doivent être réhabilitées dans leur honneur. Autrement dit, leur condamnation pénale doit être annulée. La loi fournit un cadre juridique à la procédure de réhabilitation et charge un organisme fédéral, la Commission de réhabilitation de l'Assemblée fédérale, d'étudier les demandes et leur applicabilité. La loi entre en vigueur le 1er janvier 2004 et il est prévu que la Commission cesse ses travaux à la fin de l'année 2007.
Bien qu'initialement elle n'envisage pas de déposer une demande devant la Commission, estimant ne pas avoir à se justifier d'avoir aidé des personnes persécutées, elle décide finalement d'entamer ce processus en janvier 2004. Elle explique cette décision par son souhait de voir la société suisse reconnaître le rôle trouble du pays durant cette période.

« […] Je l'ai fait parce que cela va permettre de revenir sur un sujet resté tabou pendant soixante ans. »

— Aimée Stitelmann, 2004
En mars 2004, Françoise Saudan, présidente de la Commission de réhabilitation de l'Assemblée fédérale, annonce qu'Aimée Stitelmann est la première personne à être réhabilitée en vertu de la loi de réhabilitation. Toutefois, aucune cérémonie particulière ou publication médiatique ne sont réalisées, bien qu'Aimée Stitelmann ait fait la demande d'une publication dans d'importants quotidiens romands.

## Hommages
Lors de la réhabilitation, la conseillère nationale Martine Brunschwig Graf salue à la fois les actes et l'engagement d'Aimée Stitelmann ainsi que l'importance pour la Suisse de réhabiliter ces personnes.

« Je suis très heureuse, car c’est une manière pour la Suisse de reconnaître la légitimité des actes de personnes qui se sont engagées avec courage et dans des conditions très difficiles »

— Martine Brunschwig Graf, mars 2004
Aimée Stitelmann est récipiendaire de la médaille vermeil Genève reconnaissante.
L'école de commerce Aimée-Stitelmann, un centre scolaire fondé en 2009 sur la commune de Plan-les-Ouates dans le canton de Genève, porte son nom en hommage à son engagement.
Sa nièce Elisa Stitelmann a créé une fondation, la fondation Valact, afin de perpétuer les engagements de sa tante. Matteo Solari et Aerton Rama, « Interview d'Elisa Stitelmann sur sa tante Aimée Stitelmann : une vie d'engagements », Génération Stitelmann,‎ juin 2016 (lire en ligne)

« La jeune femme, qui a fait passer des enfants et des résistants de France en Suisse durant la guerre, a toujours été sensible à l’injustice. Elle s’est révoltée très tôt - confirme sa petite nièce. Il faut dire que la situation était choquante - Peut-on vraiment refuser des enfants alors que le nazisme sévit parce que ceci serait illégal ? »

— Elisa Stitelmann, juin 2016

### Liens connexes
- Paul Grüninger : chef de la police Saint-Galloise durant la guerre et Juste parmi les Nations